# Changé (Sarthe)
Changé é uma comuna francesa na região administrativa do País do Loire, no departamento de Sarthe. Estende-se por uma área de 35.06 km². Em 2010 a comuna tinha 6 746 habitantes (densidade: 192,4 hab./km²).